# フリードリヒ (ヴュルテンベルク＝ノイエンシュタット公)

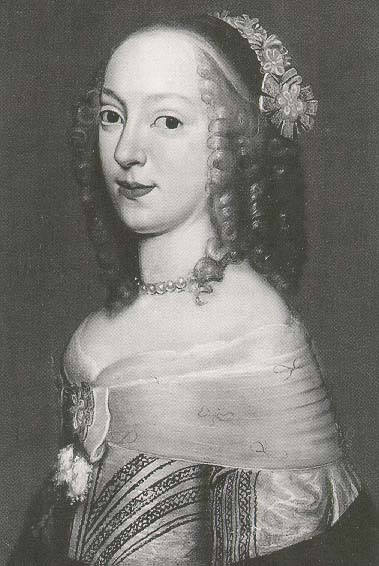
妃クララ・アウグスタ・フォン・ブラウンシュヴァイク＝ヴォルフェンビュッテル

フリードリヒ（ドイツ語：Friedrich, Herzog von Württemberg-Neuenstadt, 1615年12月19日 - 1682年3月24日）は、ヴュルテンベルク＝ノイエンシュタット公（在位：1649年 - 1682年）。

## 生涯
フリードリヒはヴュルテンベルク公ヨハン・フリードリヒとバルバラ・ゾフィア・フォン・ブランデンブルクの間に三男として生まれた。1628年に父が死去し、兄エーバーハルト3世がヴュルテンベルク公となった。
13歳のときに勉学のためテュービンゲンを訪れた。1630年にグランドツアーのためシュトラースブルク、バーゼルおよびモンペリエを訪れたが、リヨンにおいて流行していた熱病にかかりツアーを中止した。
1638年、兄エーバーハルト3世は神聖ローマ皇帝フェルディナント3世から失っていたヴュルテンベルク公領の一部を返還され、フリードリヒは戦いのため従軍した。ヴュルテンベルクの完全な復興につながったヴェストファーレン条約の後、兄エーバーハルト3世は弟との間に相互協定（Fürstbrüderlicher Vergleich）を締結した。 エーバーハルト3世は弟フリードリヒにノイエンシュタット、メックミュール、ヴァインスベルクを与えたが、主権はエーバーハルトに残された。
フリードリヒは三十年戦争で被害を受けたノイエンシュタット城を修復し、1652年にそこに居を構えた。1653年6月7日にブラウンシュヴァイク＝ヴォルフェンビュッテル公アウグスト2世の娘クララ・アウグスタと結婚した。
フリードリヒは1682年3月24日に長い闘病の末に死去し、ノイエンシュタット教会に埋葬された。長男のフレデリック・アウグストが公位を継承した。

## 子女
クララ・アウグスタ・フォン・ブラウンシュヴァイク＝ヴォルフェンビュッテルとの間に12子が生まれた。
- フリードリヒ・アウグスト（1654年 - 1716年） - ヴュルテンベルク＝ノイエンシュタット公
- ウルリヒ（1655年）
- エーバーハルト（1656年）
- アルブレヒト（1657年 - 1670年）
- ゾフィー・ドロテア（1658年 - 1681年）
- フェルディナント・ヴィルヘルム（1659年 - 1701年）
- アントン・ウルリヒ（1661年 - 1680年）
- バルバラ・アウグスタ（1663年 - 1664年）
- エレオノーレ・シャルロッテ（1664年 - 1666年）
- クリストフ（1666年）
- カール・ルドルフ（1667年 - 1742年） - ヴュルテンベルク＝ノイエンシュタット公
- アンナ・エレオノーレ（1669年 - 1670年）